# Ферандина
Ферандѝна (на италиански: Ferrandina, на местен диалект Frannéine, Франенйне) е градче и община в Южна Италия, провинция Матера, регион Базиликата. Разположено е на 497 m надморска височина. Населението на общината е 8914 души (към 2012 г.).